# Walter Liese

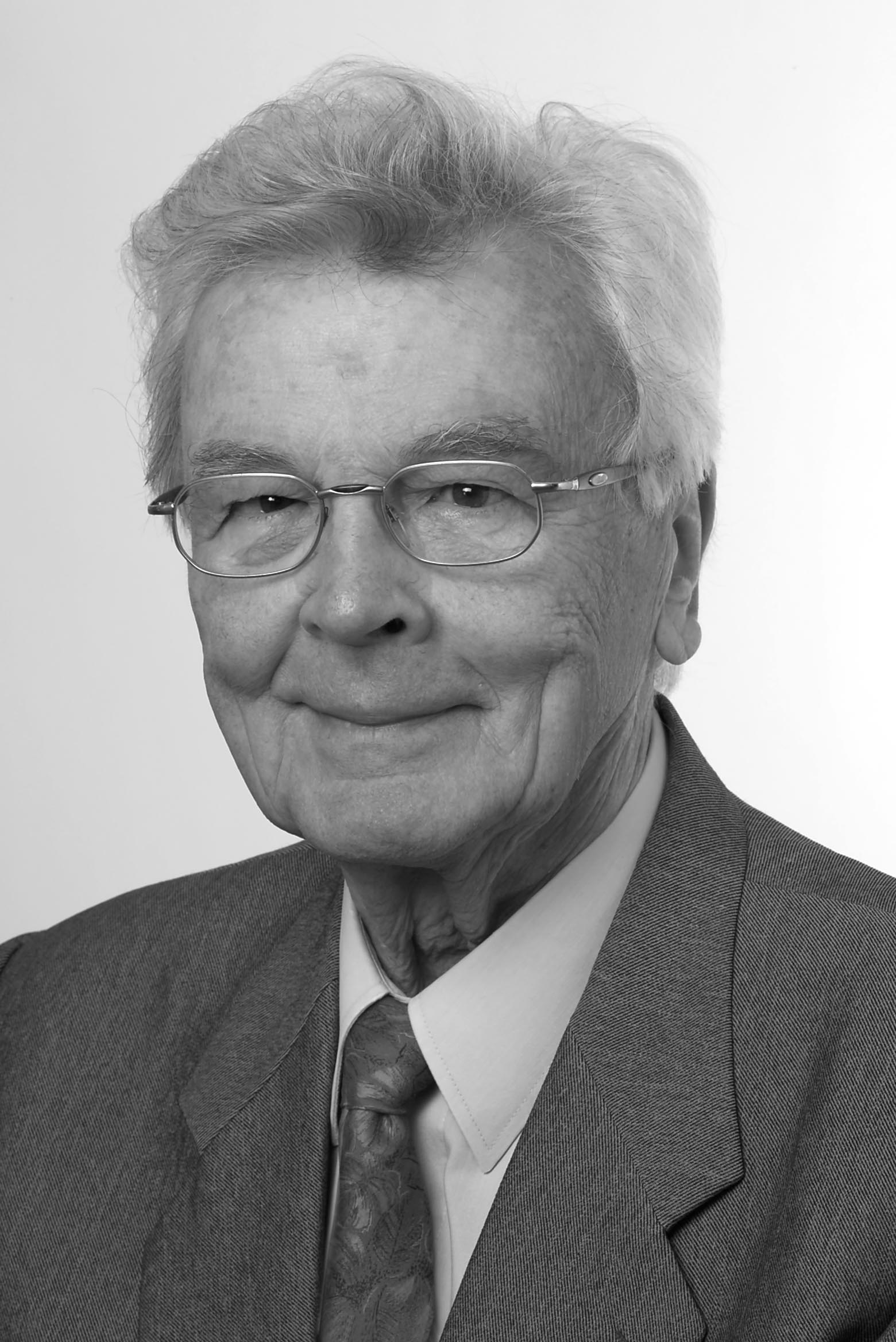
Walter Liese (2005)

Walter Liese (* 31. Januar 1926 in Berlin; † 24. Februar 2023) war ein deutscher Holzforscher und Holzbiologe.

## Leben
Walter Liese wuchs in Eberswalde als Sohn des Professors für Forstbotanik Johannes Liese (1891–1952) auf. Nach Arbeits- und Kriegsdienst im Zweiten Weltkrieg studierte er Forstwirtschaft an der Albert-Ludwigs-Universität Freiburg und der Georg-August-Universität Göttingen in Hann.Münden. Er promovierte 1951 im Alter von 25 Jahren bei Herbert Zycha. Zwischen 1951 und 1963 war er zunächst wissenschaftlicher Assistent an der Forstlichen Versuchsanstalt Nordrhein-Westfalen, arbeitete ein Jahr in der Holzschutzindustrie und ging 1953 als wissenschaftlicher Assistent an das Forstbotanische Institut der Universität Freiburg, wo er sich 1957 habilitierte und zum Dozenten ernannt und 1959 außerplanmäßiger Professor am Forstbotanischen Institut der Ludwig-Maximilians-Universität München wurde.
1963 wurde Walter Liese ordentlicher Professor für Holzbiologie an der Universität Hamburg und in Personalunion Leiter des Instituts für Holzbiologie und Holzschutz der Bundesforschungsanstalt für Forst- und Holzwirtschaft, sowie für fünf Jahre deren Direktor. 1991 wurde er emeritiert.
Walter Liese hat in seiner Zeit in Hamburg mehr als 40 Doktorarbeiten und 75 Diplomarbeiten betreut. Weiterhin war er als Gastwissenschaftler sowie als Technischer Berater mit über 100 Einsätzen in 30 Ländern weltweit tätig. „Reisen in Entwicklungsländer zur Förderung der technischen Zusammenarbeit führten Liese in so viele Länder, daß man sich leichter täte, die wenigen aufzuzählen, die er noch nicht besucht hat“, so Horst Schulz.
Walter Liese starb am 24. Februar 2023 im Alter von 97 Jahren. Zu seinem Tode veröffentlichte der Internationale Verband Forstlicher Forschungsanstalten (IUFRO), die International Bamboo and Rattan Organization (INBAR) und Argentina Forestal Nachrufe. Weiterhin erschienen Nachrufe durch Salleh Mohd. Nor (IUFRO-Präsident 1991–1995), Wulf Killmann und Victor Teplyakov.

## Wissenschaftliche Themengebiete
Walter Liese forschte über eine Reihe von Themen, vor allem über die Anatomie von Holz und Rinde, Holzqualität, Wundreaktionen von Bäumen und Baumpflegemethoden, Mikromorphologie der Holzzerstörung, Physiologie holzzerstörender Pilze, Holzschutz und Lagerschäden an Rundhölzern, Bambus und Rattan mit etwa 500 wissenschaftlichen Publikationen mit 10 Büchern als Autor und Herausgeber.
Seit der Emeritierung 1991 widmete sich Liese vor allem der Forschung über Bambus, das „Holz des armen Mannes“ und reiste über 20 mal unter anderem nach China, Costa Rica, Ghana, Kolumbien, Thailand, Vietnam, Malaysia, Indonesien und Indien. In dieser Zeit publizierte er rund 150 wissenschaftliche Arbeiten über Bambus und Rattan sowie Baumpflege. Außerdem veröffentlichte er u. a. mit Kollegen Bücher über die Anatomie des Bambus, Bambus-Konservierung und Baumpflege, darunter Bamboo: The Plant and its Uses (2015).

## Wissenschaftliche Ämter und Mitwirkung an Zeitschriften (Auswahl)
- Präsident des Internationalen Verbandes Forstlicher Forschungsanstalten (IUFRO) von 1977 bis 1981, lange Zeit Vertreter Deutschlands im International Council

(teilweise ehemaliger) Mitherausgeber von:
- Holz als Roh- und Werkstoff
- Wood Science and Technology
- Forstwissenschaftliches Centralblatt
- Cellulose: Chemistry, Technology
- Journal of Tropical Forest Science
- Journal of Bamboo and Rattan
- World Bamboo and Rattan

## Ehrungen
Walter Liese erhielt Ehrendoktortitel der Universität Sopron (1986), Technische Universität Zvolen in der damaligen Tschechoslowakei (1987), Universität Istanbul/Türkei (1987), Poznań/Polen (1991) und Ljubljana/Slowenien (1994). Er ist Professor der Universität Nanjing und Ehrenmitglied wissenschaftlicher Akademien in Indien, Italien, Frankreich, Polen sowie erhielt wissenschaftliche Ehrungen in China, DDR, Deutschland, Finnland, Ghana, Großbritannien, Indien, Malaysia, Philippinen, Polen, Slowakei, Ungarn, Taiwan und USA. Weiterhin wurde Liese 2009 in Bangkok durch die World Bamboo Organization als „World Bamboo Pioneer“ ausgezeichnet. Zudem war er Ehrenmitglied des Bundes Deutscher Holzwirte.